# Rocchetta Belbo
Rocchetta Belbo – miejscowość i gmina we Włoszech, w regionie Piemont, w prowincji Cuneo.
Według danych na rok 2004 gminę zamieszkiwało 191 osób, 47,8 os./km².